# El Playón de San Francisco
El Playón de San Francisco ist eine Parroquia rural im Kanton Sucumbíos der ecuadorianischen Provinz Sucumbíos. Sitz der Verwaltung ist El Playón. Die Parroquia besitzt eine Fläche von 293,26 km² groß. Das Gebiet ist weitgehend unbewohnt. Beim Zensus 2010 wurden 1414 Einwohner gezählt.

## Lage
Die Parroquia El Playón de San Francisco liegt im Norden von Ecuador nahe der kolumbianischen Grenze. Das Verwaltungsgebiet liegt in Höhen zwischen 2262 m und 4171 m. Es besitzt eine Längsausdehnung in SW-NO-Richtung von 39 km sowie eine maximale Breite von etwa 12 km. Die Parroquia erstreckt sich entlang der Ostflanke der Cordillera Real. Die westliche Verwaltungsgrenze verläuft entlang deren Hauptkamm mit der kontinentalen Wasserscheide. Der Norden, der etwa ein Viertel der Gesamtfläche ausmacht, wird über den Río Chinguales, linker Quellfluss des Río Aguarico, nach Nordosten entwässert. Der zentrale und südliche Teil der Parroquia wird über den Río Cofanes, rechter Quellfluss des Río Aguarico, nach Südosten entwässert. Entlang der nördlichen Verwaltungsgrenze verläuft die Fernstraße E10 (Julio Andrade–Nueva Loja). Der 3000 m hoch gelegene Hauptort El Playón befindet sich an der E10 am Oberlauf des Río Chinguales 10 km östlich von Julio Andrade sowie 20 km nordnordwestlich vom Kantonshauptort La Bonita.
Die Parroquia El Playón de San Francisco grenzt im Westen und im Norden an die Provinz Carchi. Im Westen grenzt die Parroquia El Playón de San Francisco an folgende Parroquias und Municipios: Monte Olivo, La Paz, San Gabriel, Piartal, Fernández Salvador und Mariscal Sucre und Huaca. Im Norden grenzt sie an die Parroquias Julio Andrade und El Carmelo, im Osten an die Parroquias Santa Bárbara und La Bonita sowie im Süden an die Parroquia La Sofía.

## Orte und Siedlungen
Die Parroquia ist in 5 Comunidades gegliedert: Cocha Seca, El Minas, El Playón, Santa Barbara del Playón und Santa Rosa.

## Geschichte
Die Parroquia El Playón de San Francisco wurde am 29. Januar 1949 gegründet.